# یار-قشلاق (شهرستان آراوان)
یار-قشلاق (به لاتین: Jar-Kyshlak) یک منطقهٔ مسکونی در قرقیزستان است که در شهرستان آراوان واقع شده‌است. یار-قشلاق ۷۴۷ نفر جمعیت دارد و ۵۷۰ متر بالاتر از سطح دریا واقع شده‌است.